# Landskrona IP
Landskrona IP är en idrottsplats i Landskrona, Sverige. Idrottsplatsen invigdes den 20 juli 1924 av Sveriges dåvarande kronprins och blivande kung Gustaf VI Adolf. I folkmun kallas den enbart IP.

## Fotbollsarenan
Arenan invigdes den 20 juli 1924, med en fotbollsmatch mellan Landskrona BoIS och B 1903, där bortalaget vann med 3–2.
Publikrekordet är 18 533 personer och noterades den 18 oktober 1959 under kvalmatchen mellan Landskrona BoIS och Degerfors IF (2-3). Matchen gällde kval till Fotbollsallsvenskan 1960. Numera är dock kapaciteten cirka 10 000 platser som består av 1 800 ståplatser för bortalaget, "bortastå", 4 700 ståplatser för hemmalaget, "hemmastå", och 3 500 sittplatser. Den består av 3 läktare, varav den södra är sittplatsläktaren, den västra består av en restaurang och övriga sidor består av ståplatser. Ursprungligen fanns löparbanor och läktare som bestod av gräsvallar samt en sittplatsläktare av trä med plats för 2000 åskådare. En större ombyggnad skedde under sent 1930-tal, då delar av ståplatserna höjdes och sittplatserna försågs med tak. 1973 ersattes den gamla sittplatsläktaren och ersattes av den nuvarande. 1990 togs löparbanorna bort och året efter byggdes en ny ståplats i betong längs norra långsidan. 1995 försågs hela den nya sittplatsläktaren med tak, och inför säsongen 2002 infördes fällbara stolar istället för de tidigare träbänkarna. Samtidigt byggdes en större betongläktare bakom östra målet. Och till sommaren 2003 byggdes en ny ståplats i betong även på västra kortsidan, dock inte längs hela sidan. Planer finns på en rejäl ombyggnad, med 8000-10000 sittplatser samt 4000-5000 ståplatser, samtliga vindskyddade och under tak. För att dessa planer skall sättas i verket behöver troligen Landskrona BoIS avancera till Allsvenskan igen.
I kvalspelet till Europamästerskapet i fotboll 1992 i Sverige spelade Färöarnas landslag, som då gjorde kvaldebut, sina hemmamatcher på anläggningen. Bland annat åkte Österrike på stryk här med 0-1 den 12 september 1990, i Färöarnas första kvalmatch till en större turnering någonsin. Samtliga Färöarnas hemmamatcher under detta kval spelades på Landskrona IP. Färöarna mötte således också Nordirland, Danmark och Jugoslavien här. Även Sverige har spelat en landskamp i Landskrona, mot Estland den 7 juli 1929 (svensk vinst, 4-1).

## Övriga faciliteter
Det finns ytterligare 5 fullstora gräsplaner för fotboll, varav B-planen har ståplatsläktare med plats för 500 åskådare, samt ett anslutande omklädningsrum. Två konstgräsplaner finns också. På korpens stora fält kan, vid behov, ytterligare fyra fullstora gräsplaner användas. För tennis finns 7 grusbanor, varav en med läktare. Det finns även en ishall och en 25 meters simbassäng med tillhörande äventyrsbad. Efter att löparbanorna tagits bort från själva huvudarenan inför säsongen 1990 finns nu en friidrottsanläggning i området med tartanbanor. Vidare finns ett ridhus med hoppbanor både inomhus och utomhus samt en cricketplan. Det finns även två idrottshallar, en som tidigare tillhörde en närliggande, numera riven gymnasieskola samt den på sent 1960-tal invigda idrottsarenan (ritad av Arne Jacobsen) där EM i artistisk damgymnastik arrangerades 1969.

## Publik

### Rekorden
Allsvenskan började i Augusti 1924, några tidiga publikrekord var
- 1.000 (cirka) at 10.August.1924, Landskrona BoIS - IFK Göteborg i Allsvenskan [47]
- 1.800 (cirka) at 17.August.1924,[48] Landskrona BoIS - Helsingborg IF i Allsvenskan [49]
- 2.315  28.September.1924, Landskrona BoIS - AIK i Allsvenskan [50]
- 3.600  10.Augusti.1925, Landskrona BoIS - Helsingborg IF i Allsvenskan [51]
- 5.500  22.Augusti.1926, Landskrona BoIS - Helsingborg IF i Allsvenskan[52]
- 6.850  30.October.1927, Landskrona BoIS - Helsingborg IF i Allsvenskan[53]
- 10.124 26.May.1929, Landskrona BoIS - Helsingborg IF i Allsvenskan[54]

kan. 
- 15.114 19.October.1958, Landskrona BoIS - Örgryte IS , Allsvenskt kval [56]
- 18.535 18.October.1959, Landsrona BoIS - Degerfors IF , Allsvenskt kval [57]

Och denna publiksiffra utgör fortfarande 2022 BoIS publikrekord.

### Andra intressanta publiksiffror
- 9.320 hösten 1960, Landskrona BoIS - IFK Kristianstad
- 9.705 hösten 1960, Landskrona BoIS - Högalid, källorna anger inte vilken match som spelades först av dessa, men under tio år var

9.705 rekord för gamla division 2.
- 16.010 21.October.1962 i kvalmatch för Allsvenskan mot AIK. Rekord mot ett Stockholmslag.[65][66]
- 15.116 kvalmatch till Allsvenskan 1968 mot Jönköping Södra dettaår, hösten detta år [61].
- 15.325 29.Augusti 1970. Landskrona BoIS - Helsingborg IF, toppmatch och rekord för Division 2 [59]. 1970 drog BoIS ytterligare en gång
- 15.538 i kvalet till Allsvenskan mot Sandvikens IF den 10.October.1970[60].
- 15.685 12.September.1971, Landskrona BoIS - Malmö FF. Nytt Allsvenskt rekord.[62]
- 15.514 6.Juni.1973, Landskrona BoIS - Malmö FF [63]
- 17.696 12.Juni.1975, Landskrona BoIS - Malmö FF [64] Ånyo Allsvensk rekordpublikip på IP.

### Efter ombyggnationerna omkring 1990
- 10.376 at 24.Maj.1992, Landskrona BoIS - Helsingborg IF [68]
- 11.902 at 6.April.2002, Landskrona BoIS - Helsingborg IF [69]
- 10.000+ mot AIK 2002, vilket var lite av en skandal, läktare hade tagits bort, och i första hemmamatchen efter VM i Japan/Sydkorea, blev det överfullt, vilket tvingade polisen att ta bort reklam samt stänga entréerna.

### Fotnoter
1. ↑  https://www.fotbollskanalen.se/superettan/ritningar-klara-pa-nya-landskrona-ip-man-har-forsokt-uppna-vara-onskemal-/
2. ↑  David (29 juli 2019). ”Idrottsplatsen 95 år”. Bois Histoia. https://boishistoria.se/idrottsplatsen-95-ar/. Läst 11 februari 2021.
3. ↑  Martin Alsiö (5 juli 2002). ”Publikrekorden”. Bolletinen. http://www.bolletinen.se/sfs/pdf/stat_h_allsvens_1924_2002_publikrekord_f_lagen_allsv_superettan.pdf. Läst 14 oktober 2011.
4. ↑  ”Herrar A Träningslandskamp Matchinformation: Sverige - Estland”. fogis.se. Svenska Fotbollförbundet. Arkiverad från originalet den 21 januari 2019. https://web.archive.org/web/20190121232859/https://fogis.se/information/?scr=result&fmid=1568039. Läst 16 november 2011.